# James Harrison (Gouverneur)
Sir James William Harrison (* 25. Mai 1912 in Camperdown, Bundesstaat Victoria, Australien; † 16. September 1971 auf einem Flug nach Honolulu) war ein australischer Offizier und Gouverneur von South Australia.

## Leben
Nach dem Abschluss des Royal Military College Duntroon im Jahre 1932 nahm er 1937–38 an Übungen in Indien und auf der Malaiischen Halbinsel teil. 1940 erfolgte seine Beförderung zum Hauptmann. Während des Zweiten Weltkriegs wurde er zunächst im Nahen Osten eingesetzt sowie später in Neu-Guinea und London, wo er hauptsächlich Stabsdienst verrichtete.
Nach dem Krieg wurde er 1951 zum Kommandanten der Kadettenschule in Portsea ernannt und zum Oberst befördert. Von 1959 bis 1968 war er auf verschiedenen leitenden Posten im australischen Verteidigungsministerium in Canberra beschäftigt.
Am 4. Dezember 1968 wurde er Gouverneur von South Australia. Aufgrund mehrerer ernsthafter Krankheiten ab April 1970 wollte Harrison folgende Jahr zur Erholung nutzen. Am 16. September 1971 starb Harrison überraschend auf einem Flug nach Honolulu.

## Auszeichnungen
- Mentioned in Despatches
- Officer of the Order of the British Empire (1953)
- Commander of the Order of the British Empire (1958)
- Companion of the Order of the Bath (1968)
- Knight Commander of the Order of St. Michael and St. George (1968)